# Kupferlackdraht

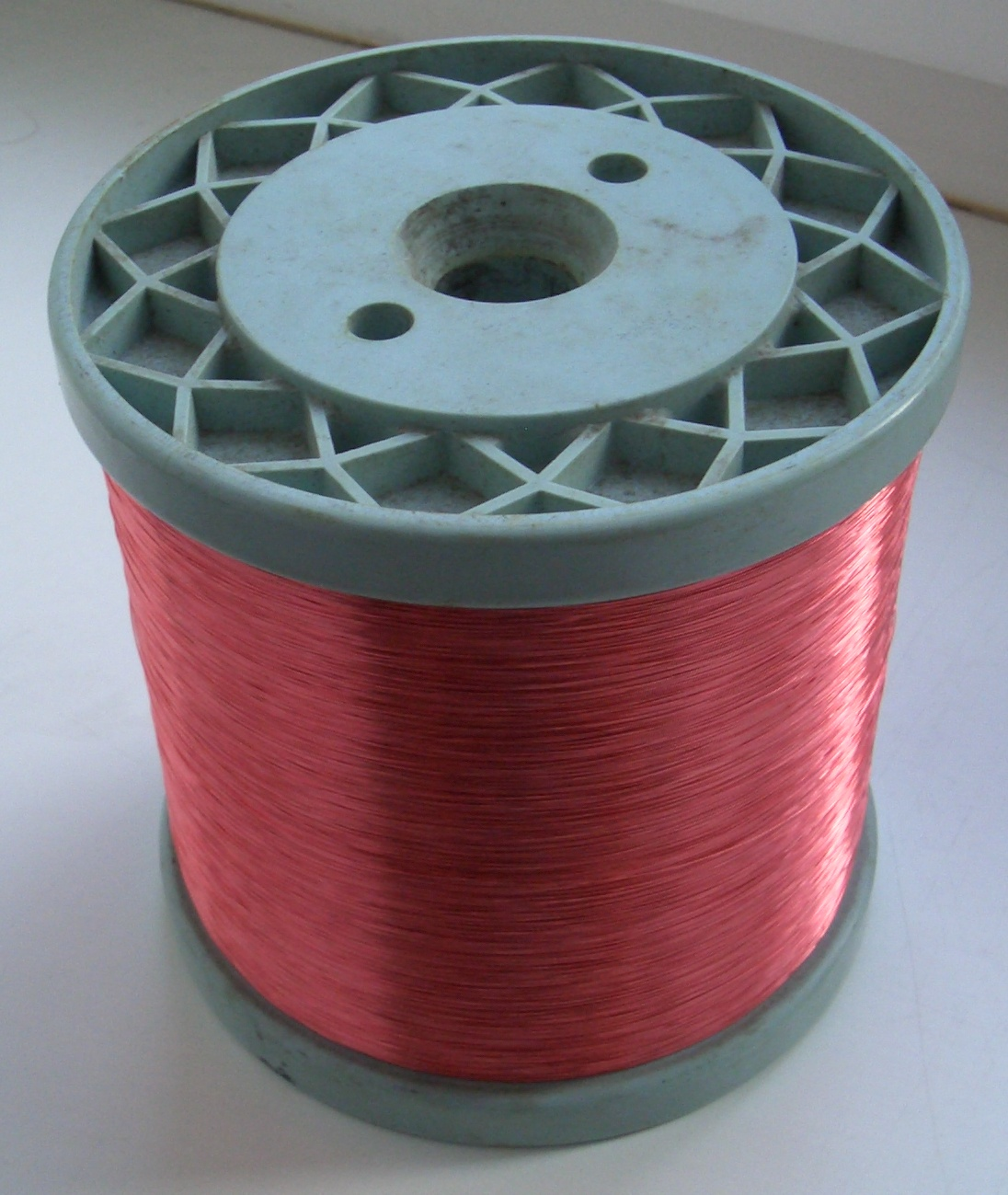
Kupferlackdraht auf Rolle vom Lieferanten zur Weiterverarbeitung

Kupferlackdraht (Abkürzung CuL) ist ein Kupferdraht, der bei der Fertigung mit einem elektrisch isolierenden Lack überzogen wurde. Die Dicke und das Gewicht dieser Lackisolation ist im Vergleich zu anderen Isolierstoffen mit gleicher Wirkung sehr gering.
Solcher Draht wird bevorzugt zum Bau von elektrischen Spulen, Transformatoren und Elektrischen Maschinen verwendet. Weitere Anwendungen sind lötbare Schaltdrähte sowie die Herstellung von Hochfrequenzlitzen.
Durch die Verwendung von Kupferlackdraht wird die mechanische Baugröße elektrischer Maschinen in günstiger Weise verringert, was durch die Konzentration der elektrischen und magnetischen Felder auf kleinerem Raum durch geeignete Spulenwickeltechnik erreicht wird. Die Anwendung ist auf kleinere elektrische Maschinen und Transformatoren (Trockentransformatoren) beschränkt.
Drahtlacke sind Lösungen von Polymeren in meist kresolischen Lösemittelgemischen. Alle Drahtlacke werden auf speziellen Drahtlackiermaschinen lackiert und bei 300–600 °C eingebrannt. Um glatte, konzentrische und porenfreie Filme zu erhalten, werden Lackdrähte üblicherweise zwischen 6 und 20 mal lackiert und eingebrannt. Als Faustregel gilt, dass der Lackfilm ca. 10 % des Gewichtes des Kupferlackdrahtes ausmacht. Der dadurch steigende Durchmesser wird als Zunahme bezeichnet. Dabei werden die Lösemittel verdampft und katalytisch verbrannt. Die Wärme wird zum Beheizen der Anlage benutzt. Die Polymere vernetzen und es bilden sich unlösliche Filme. Beim Löten von – auch bereits mit einer Klinge oder Schmirgelpapier abisoliertem – Kupferlackdraht können geringe Mengen hochgiftiges Toluol-2,4-diisocyanat freigesetzt werden. Daher ist bei regelmäßigen Arbeiten mit Kupferlackdraht eine Absauganlage erforderlich, bei gelegentlichen Arbeiten sollte der Arbeitsbereich gut belüftet sein.
Polyurethanlackdrähte (UL-Typen MW 75-C, MW 79-C, MW 82-C und MW 85-C) sind lötbar, das heißt, sie können ohne vorherige Entfernung des Lackes gelötet werden. Der Lötvorgang erfordert Temperaturen > 340 °C; dabei zersetzt sich der Polyurethanfilm augenblicklich aufgrund der geringen thermischen Beständigkeit der Urethangruppe. Es entstehen gesundheitsschädliche Gase.
Moderne Magnetdrähte verwenden in der Regel eine bis vier Schichten (im Falle von Vierfachfoliendrähten) einer Polymerfolienisolierung, oft mit zwei verschiedenen Zusammensetzungen, um eine widerstandsfähige, durchgehende Isolierschicht zu bilden. Als Isolierfolien für Magnetdrähte werden (in der Reihenfolge des zunehmenden Temperaturbereichs) Polyvinylformal (Formvar), Polyurethan, Polyamid, Polyester, Polyester-Polyimid, Polyamid-Polyimid (oder Amid-Imid) und Polyimid verwendet. Mit Polyimid isolierter Magnetdraht kann bei bis zu 250 °C betrieben werden. Die Isolierung dickerer quadratischer oder rechteckiger Magnetdrähte wird häufig durch Umwickeln mit einem Hochtemperatur-Polyimid- oder Glasfaserband verstärkt, und fertige Wicklungen werden häufig mit einem Isolierlack vakuumimprägniert, um die Isolationsfestigkeit und langfristige Zuverlässigkeit der Wicklung zu verbessern.

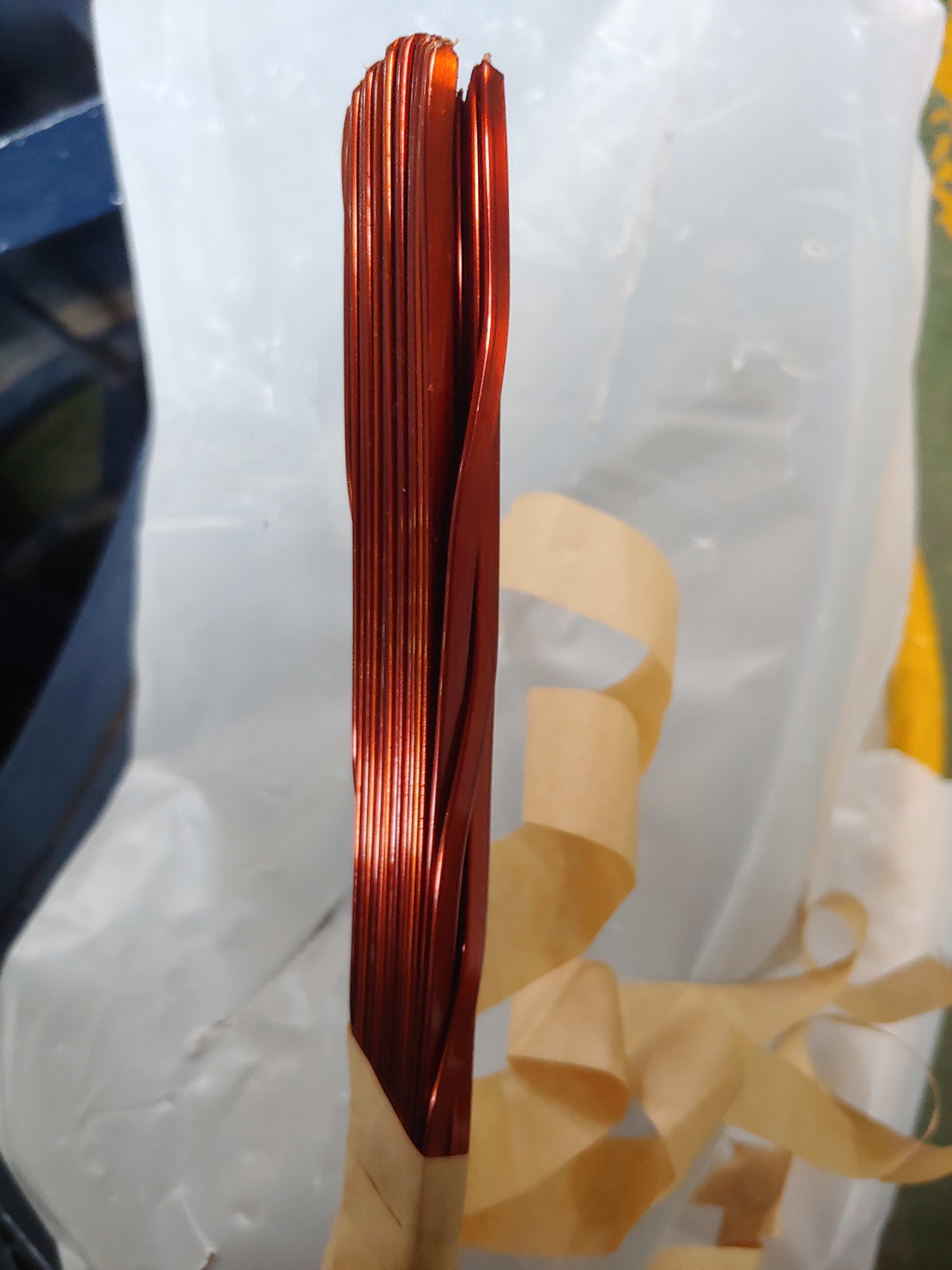
Lackierte Einzeldrähte verbunden zu einem Drillleiter mit Papierisolation für den Gesamtleiter

## Klassifizierung
Die Klassifizierung der Lackdrähte erfolgt durch die von der International Electrotechnical Commission (IEC) erstellten Standards IEC 60317 und IEC 60851. Drähte werden nach Temperaturindex (Dauergebrauchstemperatur), Durchschlagspannung, Wärmeschockverhalten und den Materialien der Isolierung eingeteilt.
Parallel werden Kupferlackdrähte durch UL nach der Norm UL 1446 („Systems of Insulating Materials - General“) geprüft und zertifiziert (UL-Kategorie OBMW2). Hier werden die Drahttypen durch „MW“ gefolgt von einer Zahl, gefolgt von „-C“ gekennzeichnet. Lackdrähte aus Aluminium werden mit Endung „-A“ gekennzeichnet. Die UL 1446 ist teilweise mit den Unternormen der IEC 60317 identisch. Beispiele: MW 79-C entspricht IEC 60317-20, MW 82-C entspricht IEC 60317-51 und MW 35-C entspricht IEC 60317-13.

## Backlackdraht
Für selbsttragende Spulen wird Backlackdraht verwendet. Dessen Lackierung besteht aus einer temperaturfesten Grundisolation und einer durch Erhitzen verklebenden, oft auch dabei polymerisierenden Deckschicht, welche die einzelnen Windungen untereinander verklebt und so der Spule mechanische Festigkeit und Stabilität verleiht. Die Spule wird in einer entfernbaren Form gewickelt, erhitzt und ausgeformt. Auf diese Weise können Backlackdrähte zur Fertigung von freitragenden Flach- und Zylinderspulen eingesetzt werden.

## Spulen und Transformatoren

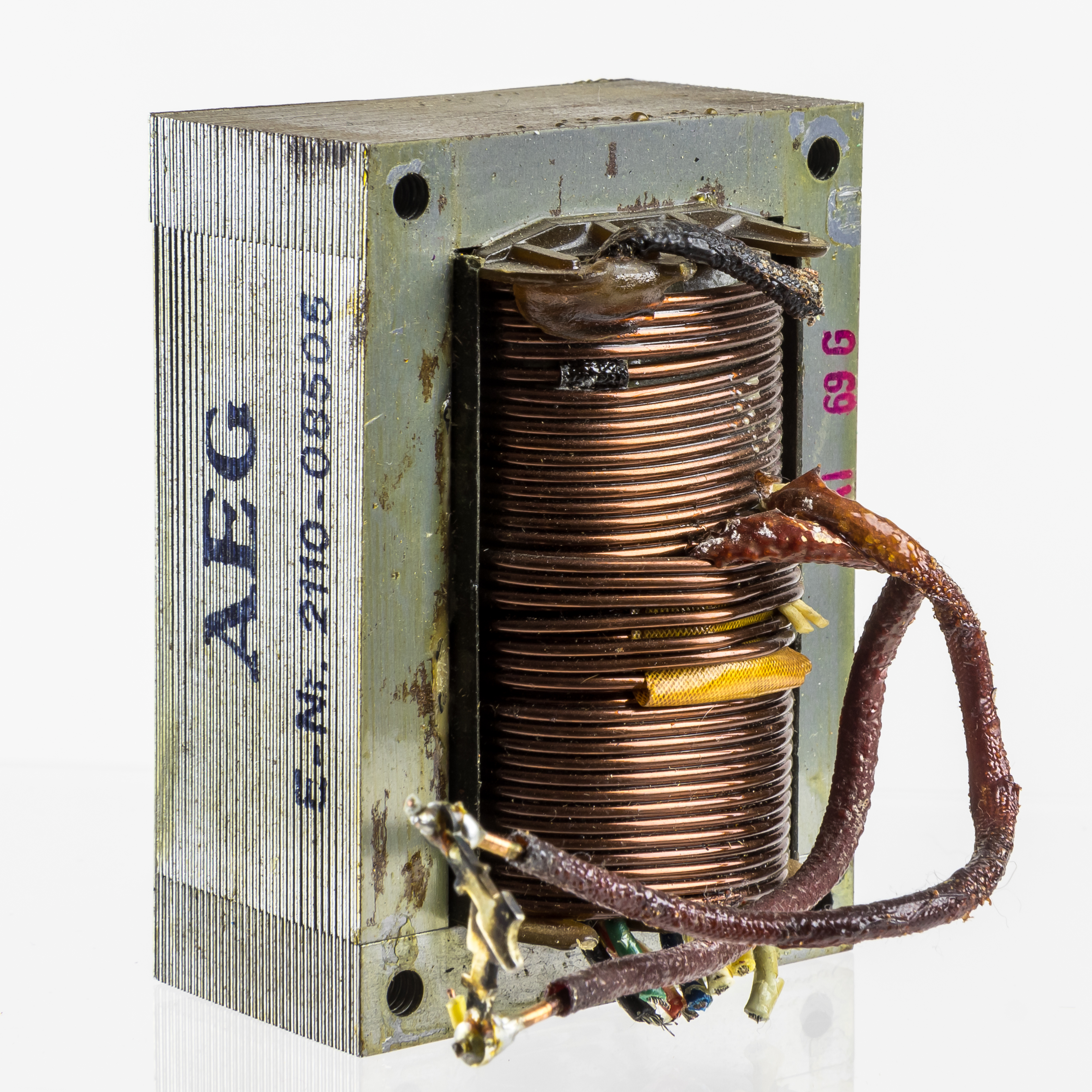
Transformator mit Wicklungen aus Kupferlackdraht.

Für Wickeldrähte in Spulen, Transformatoren, Relais und Motoren haben sich Beschichtungen mit Polyesterimiden als Filmbildner durchgesetzt. Je nach Zusammensetzung und Auswahl der Rohstoffe werden Filme mit unterschiedlichen thermischen, mechanischen und dielektrischen Eigenschaften erhalten. Polyesterimide werden aus Ethylenglycol, THEIC, Dimethylterephthalat, Trimellitsäureanhydrid, Diaminodiphenylmethan in einer Polykondensationsreaktion hergestellt. Handelsübliche Polyesterimide haben ein Hydroxidmassenverhältnis zwischen 100 und 300 mg/g und eine molare Masse die unter 5000 g·mol−1 liegt. Sie werden als ca. 40%ige Lösungen in einem Lösungsmittelgemisch geliefert. Polyesterimide sind in Europa die am häufigsten eingesetzten Drahtlacke. Polyesterimid-Lackdrähte sind nur teilweise, wenn dann jedoch erst ab 450 °C lötbar.
Bei Spulen mit hohen Lagenspannungen und/oder bei hohen Frequenzen wie zum Beispiel bei Übertragern in Schaltnetzteilen, ist es üblich, die mit Lackdraht gefertigten Wicklungen zusätzlich noch in Tränklack im Vakuum zu tränken und zu trocknen, um Vorentladungen in Luftzwischenräumen zu vermeiden und somit die Spannungsfestigkeit im Dauerbetrieb zu erhöhen. Bei unsorgfältiger Verarbeitung, elektrischem Durchschlag oder aufgrund andauernder Vorentladungen in Luftzwischenräumen kann die Lackisolierung beschädigt werden, es entsteht zu benachbarten Drahtlagen ein Windungsschluss. Durch den in der entstandenen Kurzschlusswindung induzierten Strom wird der isolierende Lack durch die Hitze noch weiter zerstört, sodass sich die Windungsschlüsse ausbreiten und die blanken Drähte schließlich einen Kurzschluss bilden.